# Битва на Марні (1918)

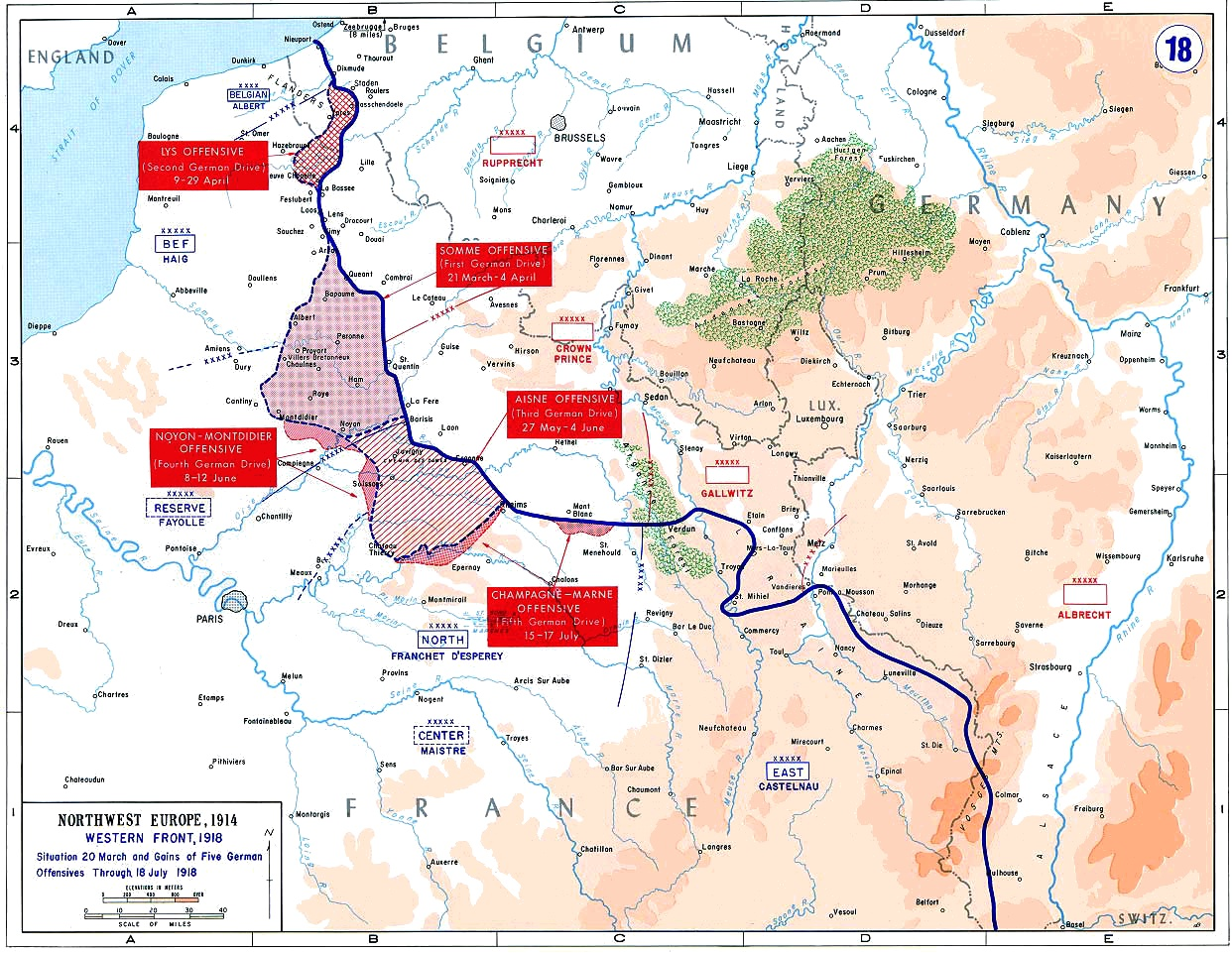
Західний фронт Першої світової війни весною-літом 1918 року

Битва на Марні (1918) або Друга битва на Марні (фр. Seconde Bataille de la Marne) (15 липня — 6 серпня 1918) — велика битва між німецькими та англо-американо-французькими військами, що відбулася поблизу річки Марна наприкінці Першої світової війни. Це була остання в Першій світовій війні наступальна операція німецької армії на Західному фронті. Після незначного успіху на початку боїв в цілому битва була програна німцями після контрнаступу французької армії.

## Зміст
Битва на французькій річці Марні, що сталася в період з 15 липня по 6 серпня 1918 року, була вже другою битвою між арміями Антанти та Німеччини в цій війні в цьому регіоні. Наступальні операції німецьких військ у Пікардії, Фландрії і на річці Ена в березні — травні 1918 року не дали їм позитивних результатів. Тому німецьке головне командування, попри відсутності кількісної переваги в силах, запланувало провести на Західному фронті в липні 1918 року нову велику наступальну операцію з рішучими цілями.
За планом цієї операції німецькі війська повинні були прорвати оборону французів на ділянці Шато-Тьєррі, річка Ена, вийти в тил французьких армій, а потім розвинути удар на Париж. Наступ планувалося почати в середині липня силами трьох армій (близько 50 дивізій) на річці Марні. Німці сподівалися, що наступ через Фландрію дозволить завдати серйозних втрат Британському експедиційному корпусу, який на той момент був найпотужнішою силою союзників на Західному фронті. Для виманювання союзних сил з Бельгії, Людендорф планував масштабну відволікаючу атаку в районі Марни. Для підняття бойового духу своїх військ німецьке командування задекларувало битву на Марні, як останню битву в цій війні, в результаті якої настане мир («битва за мир»). Армії Антанти, зазнавши значних втрат у першій половині 1918 року, швидко поповнювалися за рахунок американських військ, що прибували. На початок операції союзники мали 210 дивізій проти 207 німецьких дивізій.
Німецькі війська почали наступ вранці 15 липня. Після потужної нічної артилерійської підготовки східніше від міста Реймса почали атаку частини 1-ша і 3-тя німецькі армії. Однак французькі війська (4-та армія) заздалегідь були відведені на другу оборонну позицію. Німецькі війська, посівши першу оборонну позицію, до полудня просунулися всього лише на 3-4 кілометри, а потім були зупинені 4-ю французькою армією. З 15 липня наступали війська 7-ї німецької армії на ділянці Жольгонн, Сент-Ефрез проти 6-ї і 5-ї французьких армій. Німцям вдалося просунутися за 1 день на 8-10 кілометрів і форсувати річку Марну. 16 і 17 липня вони відновили наступ, але зустріли сильний опір французів.
В 4:00 35 хвилин ранку французький артобстріл розтрощив західний фланг німецької оборони; він змінився загороджувальним вогнем, під прикриттям якого армія Деготе відразу вирвалася уперед. Три чверті години пізніше 18 дивізій першого ешелону 10-ї французької армії Ш.Манже і 321 танк «рено» разом з 1-ю і 2-ю дивізіями американської армії й Марокканською дивізією прорвалися південніше Фонтенуа й просувалися вперед в стрімкому пориві, який дозволив їм просунутися на 5-10 кілометрів вглиб ворожих позицій. До вечора опір зріс, але становище німців стало критичним. Армія Манже захопила 15 тисяч полонених і 400 гармат. Війська 6-ї французької армій того ж дня також успішно вели бойові дії і до вечора вийшли на лінію Неї-Сен-Фрон, Белло.
19 і 20 липня контрнаступ французьких і американських військ продовжувався по всьому фронту від Реймса до Суассона. Створилася загроза оточення усіх німецьких частин на Марні. Тому в ніч на 21 липня німецькі війська, залишивши південний берег Марни, почали з великими втратами відходити до річки Урк, якої досягли 27 липня. 29 липня війська союзників вийшли на лінію: Сент-Ефрез, Фер-ан-Тарденуа, Суассон. До 4 серпня німецькі війська відійшли до річок Ена і Вель.
Головними чинниками поразки німецьких військ у Марнській битві були: недостатня кількісна перевагу німецьких сил над силами союзників (сили практично дорівнювали); різке погіршення економічного становища Німеччини; занадто складна ситуація на Східному фронті, де зав'язувалася боротьба з більшовиками, що відволікала значні німецькі сили на цей театр дій. В результаті Другої Марнської битви 1918 стратегічна обстановка різко змінилася на користь Антанти. Стало чітко зрозуміло, що кайзерівська Німеччина війну програла. Метою наступних військових дій німецької армії було прагнення домогтися стерпних умов миру.
У цій битві німці втратили 168 тисяч осіб, у тому числі до 30 тисяч узятих в полон, а також 793 гармати. Втрати союзників також були важкими, але німці вже не мали резервів поповнити свої. За цю серію їх наступів, починаючи з 21 березня, вони втратили майже мільйон солдатів. Людендорф з небажанням був змушений розформувати 10 дивізій, розпад німецької армії розпочався і незабаром значно прискорився.